# Кладбище псевдокрокодилов
Кладбище псевдокрокодилов — один из самых известных геологических (палеонтологических) памятников Оренбургской области. Здесь нашли кости древних рептилий - псевдозухий. 
Расположено оно на восточной окраине села Рассыпное, на правом склоне балки Маячной в месте ее слияния с балкой Средней. Песчаники с места относятся к русловым отложениям триасовой речной долины, а глины – к отложениям пойменного озера. 
В 1953 г. в глинах были найдены кости и целые скелеты псевдозухий. Здесь же был найден череп лабиринтодонта – древнейшего среди земноводных. Псевдозухии – животные, похожие на крокодилов, достигавшие в длину 2 м. На основании этих находок определен возраст вмещающих пород, они были отнесены к баскунчакской серии (оленекскому ярусу) нижнего триаса. По степени сохранности найденные скелеты являются лучшими в России. Один из этих скелетов выставлен в Московском палеонтологическом музее.
На месте бывших раскопок сейчас нет костей древних животных. Эти кости перекочевали в музеи и коллекции. Вероятно, в других линзах глин и песчаников неподалеку лежат новые, еще неоткрытые скопления костей. Поэтому место подлежит сохранению от возможных горных разработок и застройки.